# Klas Tham
Klas Lennart Tham, född 21 december 1941 Stockholm, är en svensk arkitekt, målare och tecknare.

## Utbildning och verksamhet
Klas Tham är son till arkitekten Lennart Tham och Lullu Gunnarsdotter Linde. Han avlade arkitektexamen vid Kungliga Tekniska högskolan i Stockholm 1968 och examen vid Kungliga Konsthögskolan i Stockholm 1975. Han är delägare i Arken arkitekter AB. Tham har bland annat ritat Kvarteret Varmfronten, Skarpnäcksstaden i Stockholm 1983–1987.
Under sin studietid sysslade han även med fri konstnärlig verksamhet och deltog i utställningar på Liljevalchs konsthall. Hans konst består av figur- och arkitektmotiv utförda i gouache, akvarell samt teckningar.